# 쿠나시르 메나시 전투
쿠나시르 메나시 전투(일본어: クナシリ・メナシの戦い)는 1879년에 홋카이도 북동부 시레토코반도에서 아이누족과 와진족 간에 벌어진 전투이다. 1789년 5월 아이누족이 쿠나시르섬 및 메나시군 지역 일부, 그리고 바다에서 와진족을 공격했을 때 시작되었다. 70명이 넘는 와진족이 살해되었다. 와진족은 공모자로 식별되는 37명의 아이누족을 처형했으며 그 밖의 많은 사람들을 체포했다. 이 봉기의 이유는 분명히 밝혀진 것은 없으나 아이누족에 가해진 사케 중독 의심으로 믿겨진다.

## 참고자료
- Brett L. Walker, The Conquest of Ainu Lands: Ecology and Culture in Japanese Expansion 1590–1800. University of California Press, 2001, pages 172–176.
- Takakura Shinichirō and John A. Harrison, "The Ainu of Northern Japan: A Study in Conquest and Acculturation" in Transactions of the American Philosophical Society, New Series, Vol. 50, No. 4 (1960), pp. 1–88